# Aeroport de Jiddah Rei Abdulaziz
L'Aeroport Internacional Rei Abdulaziz o KAIA (àrab: مطار الملك عبد العزيز الدولي, Maṭār al-Malik ʿAbd al-ʿAzīz ad-Duwalī) (codi IATA: JED; codi OACI: OEJN) és un aeroport internacional situat al nord de Jiddah, a l'Aràbia Saudita. Rep el seu nom del rei Abdulaziz Al Saud, és l'aeroport més important per nombre de passatgers i la tercera instal·lació aèria més gran de l'Aràbia Saudita.
La construcció de l'aeroport de KAIA va començar el 1974, i va ser conclosa el 1980. Finalment, el 31 de maig de 1981, l'aeroport va ser inaugurat.
Com que Jiddah és molt a prop de la ciutat islamista de La Meca/Makkah, l'aeroport té una finalitat concreta: la terminal Hajj va ser especialment construïda per atendre els pelegrins estrangers amb destí la Meca per prendre part dels rituals associats al Hajj anual. Moltes companyies de països musulmans i no musulmans utilitzen la terminal Hajj, proporcionant la capacitat necessària per atendre els pelegrins que arriben a l'Aràbia Saudita. Va ser dissenyada per l'empresa d'arquitectura S.O.M.
La terminal nord de l'aeroport de Jiddah és utilitzada per totes les aerolínies estrangeres. La terminal sud estava destinada per a l'ús exclusiu de Saudi Arabian Airlines fins a 2007 quan les companyies privades saudites Nas Air i Sama Airlines van obtenir el permís per operar també en ella. L'aeroport de Jeddah-Kaia serveix de base d'operacions principal de Saudi Arabian Airlines.
La terminal Hajj de l'aeroport de Jeddah té 465.000 m², la quarta terminal més gran del món després de l'Aeroport de Hong Kong, Bangkok-Suvarnabhumi, i Seül-Inchon. Ocupa 405.000 m² i és coneguda per la seva teulada en forma de tenda de campanya. La terminal Hajj ofereix als pelegrins moltes instal·lacions incloent una mesquita i pot acomodar fins a 80.000 passatgers alhora.
Actualment s'està realitzant el Masterplan que es va començar el 2006 i es preveu que la construcció el conclogui el 2015.

## Aerolínies i destinacions
| Aerolínies                      | Destinacions | Terminal           |
| ------------------------------- | --- | ------------------ |
| Afriqiyah Airways               | Trípoli Estacional: Bengasi, Bayda | Nord               |
| Air Algérie                     | Alger, Constantina, Orà | Nord               |
| Air Arabia                      | Xarjah | Nord               |
| Air France                      | Paris-Charles de Gaulle | Sud                |
| Air India                       | Delhi, Hyderabad, Kochi, Kozhikode, Bombai | Nord               |
| AlMasria Universal Airlines     | Alexandria-Borg el Arab | Nord               |
| Ariana Afghan Airlines          | Dubai, Kabul | Nord               |
| Bahrain Air                     | Bahrain | Nord               |
| Batavia Air                     | Estacional: Banda Aceh, Jakarta-Soekarno-Hatta | Nord               |
| Biman Bangladesh Airlines       | Chittagong, Dhaka, Sylhet | Nord               |
| British Airways                 | London-Heathrow | Nord               |
| Cathay Pacific                  | Hong Kong | Nord               |
| China Southern Airlines         | Pekín-Capital, Dubai | Nord               |
| Daallo Airlines                 | Berbera, Djibouti, Mogadiscio | Nord               |
| EgyptAir                        | Alexandria-El Nouzha, El Caire | Nord               |
| EgyptAir Express                | Estacional: Sharm el-Sheikh | Nord               |
| Emirates                        | Dubai | Nord               |
| Eritrean Airlines               | Asmara | Nord               |
| Ethiopian Airlines              | Addis Abeba | Nord               |
| Etihad Airways                  | Abu Dhabi | Nord               |
| Flydubai                        | Dubai | Nord               |
| Garuda Indonesia                | Jakarta-Soekarno-Hatta Hajj: Surabaya | Nord               |
| Gulf Air                        | Bahrain | Nord               |
| Jazeera Airways                 | Al-Kuwait | Nord               |
| Jet Airways                     | Bombai | Nord               |
| Jet2.com                        | Hajj: Manchester | Nord               |
| Jubba Airways                   | Berbera, Mogadiscio | Nord               |
| Kabo Air                        | Abuja, Kano | Nord               |
| Kenya Airways                   | Nairobi | Nord               |
| Korean Air                      | Seoul-Incheon | Nord               |
| Kuwait Airways                  | Al-Kuwait | Nord               |
| Libyan Airlines                 | Benghazi, Tripoli | Nord               |
| Lion Air                        | Jakarta-Soekarno-Hatta | Nord               |
| Lufthansa                       | Frankfurt, Múnic | Nord               |
| Mahan Air                       | Tehran-Imam Khomeini | Nord               |
| Malaysia Airlines               | Kuala Lumpur | Nord               |
| Max Air                         | Hajj: Kano | Nord               |
| Middle East Airlines            | Beirut | Nord               |
| Nas Air                         | Abu Dhabi, Adana, Alexandria-Borg el Arab, Amman-Queen Alia, Antakya-Hatay, Assiut, Beirut, Dammam, Dubai, Jizan, Islamabad, Istanbul-Sabiha Gökçen, Khartoum, aL-Kuwait, Lahore, Latakia, Luxor, Riyadh, Sharjah Seasonal: Sharm el-Sheikh | Sud                |
| Nasair                          | Asmara | Nord               |
| Nile Air                        | El Caire | Nord               |
| Oman Air                        | Mascat | Nord               |
| Pakistan International Airlines | Islamabad, Karachi, Lahore, Multan, Peshawar, Sialkot | Nord               |
| Qatar Airways                   | Doha | Nord               |
| RAK Airways                     | Ras al Khaimah | Nord               |
| Royal Air Maroc                 | Casablanca | Nord               |
| Royal Brunei                    | Bandar Seri Begawan | Nord               |
| Royal Falcon                    | Amman-Marka | Nord               |
| Royal Jordanian                 | Amman-Queen Alia | Nord               |
| Saudi Arabian Airlines          | Abha, Abu Dhabi, Addis Abeba, Aden, Al Baha, Alahsa, Alger, Amman-Queen Alia, Arar, Bahrain, Beirut, Bisha, El Caire, Casablanca, Colombo, Damasc, Dammam, Dawadmi, Dhaka, Doha, Dubai, Frankfurt, Gassim, Geneva, Guangzhou, Gurayat, Hafar Al-Batin, Hail, Islamabad, Istanbul-Atatürk, Jakarta-Soekarno-Hatta, Jizan, Jouf, Kano, Karachi, Khartoum, Kuala Lumpur, Kuwait, Lahore, London-Heathrow, Lucknow, Madrid, Manila, Medina, Milà-Malpensa, Bombai, Nairobi, Najran, New York-JFK, Paris-Charles de Gaulle, Qaisumah, Rafha, Al-Riyadh, Roma-Fiumicino, Sana'a, Sharurah, Tabuk, Taif, Tunis, Turaif, Wadi ad-Dawasir, Washington-Dulles, Wedjh, Yanbu Seasonal: Adana, Agadir, Ahmedabad, Aleppo, Ankara, Annaba, Batam, Busheher, Constantine, Fes, Ghardaia, Esfahan, Izmir, Kerman, Marrakech, Medan, Oran, Rabat, Rasht, Sary, Shiraz, Surabaya, Tabriz, Tangier, Tehran-Mehrabad, Urmieh, Yazd, Zahedan | Sud Hajj(seasonal) |
| Shaheen Air International       | Islamabad, Karachi, Lahore, Peshawar Estacional: Faisalabad | Nord               |
| Singapore Airlines              | Singapur | Nord               |
| Sri Lankan Airlines             | Colombo | Nord               |
| Somon Ai                        | Dushanbe | Nord               |
| Sudan Airways                   | Khartum | Nord               |
| Toumaï Air Tchad                | N'djamena | Nord               |
| Tunisair                        | Tunis | Nord               |
| Turkish Airlines                | Istanbul-Atatürk | Nord               |
| United Airways                  | Dhaka, Dubai | Nord               |
| UTair Aviation                  | Hajj: Magas | Nord               |
| Yemenia                         | Aden, Sana'a | Nord               |

### Cargo
| Aerolínies                    | Destinacions |
| ----------------------------- | --- |
| Air France Cargo              | Dammam, Hong Kong, Paris-Charles de Gaulle |
| DHL International Aviation ME | Bahrain |
| Ethiopian Airlines            | Addis Abeba |
| Lufthansa Cargo               | Frankfurt |
| Saudi Arabian Airlines Cargo  | Addis Abeba, Amman, Àmsterdam, Bangkok-Suvarnabhumi, Brussel·les, Dammam, Dhaka, Dubai-Al Maktoum, Guangzhou, Hong Kong, Houston-Intercontinental, Johannesburg, Khartoum, Lagos, Milà-Malpensa, Bombai, Nairobi, N'Djamena, New York-JFK, Al-Riyadh, Shanghai-Pudong, Sharjah, Thiruvananthapuram |
| Sudan Airways                 | Khartoum |
| Turkish Airlines Cargo        | Istanbul-Atatürk |